# 倉吉市立灘手小学校
倉吉市立灘手小学校（くらよししりつ なだてしょうがっこう）は、かつて鳥取県倉吉市尾原にあった公立小学校。

## 概要
小規模特認校に指定されていた。

## 沿革
- 1873年（明治6年）4月2日 - 谷学校・上神学校設立。[2]
- 1875年（明治8年）6月3日 - 谷・上神学校を合併し別所学校と改称。
- 1887年（明治20年）1月 - 別所尋常小学校改称。
- 1889年（明治22年）8月 - 別所簡易小学校と改称。
- 1891年（明治24年）6月 - 別所尋常小学校と改称。
- 1893年（明治26年）3月 - 灘手尋常小学校と改称。
- 1900年（明治33年）4月 - 灘手尋常高等小学校と改称。
- 1902年（明治35年）3月19日 - 上神分教場設置。
- 1912年（明治45年）3月19日 - 上神小学校を併合、分教場となる。
- 1939年（昭和14年）9月1日 - 尾原に校舎移転、上神分教場廃止。
- 1941年（昭和16年）4月1日 - 国民学校令により灘手国民学校と改称。
- 1947年（昭和22年）4月1日 - 学制改革により灘手村立灘手小学校と改称。
- 1952年（昭和27年） - 敷地沈下のため尾原502へ移転。
- 1953年（昭和28年）7月3日 - 校歌制定。（作詞：松井久子、作曲：江本登喜雄[3]）
- 1955年（昭和30年）5月1日 - 灘手村が倉吉市に編入され、倉吉市立灘手小学校と改称。
- 2023年（令和5年）
  - 3月19日 - 体育館で閉校式が行われる[4]。
  - 3月31日 - 成徳小学校へ統合のため閉校。

## 通学区域
- 北面、穴沢、別所、鋤、谷、津原、尾原[5]

## 進学先中学校
- 倉吉市立東中学校[5]

## 交通アクセス
- JR山陰本線 倉吉駅より約10km。
- 日ノ丸バス
  - 栄線「灘手公民館前」より徒歩1分。
  - 赤碕線「穴沢」より約400m。